# Budzyń (stacja kolejowa)
Budzyń – stacja kolejowa w mieście Budzyń, w woj. wielkopolskim, w Polsce, leżąca na linii kolejowej nr 354 Poznań POD – Piła Główna.

## Ruch pasażerski
| Rok  | Wymiana pasażerska na dobę |
| ---- | -------------------------- |
| 2017 | 100-149                    |
| 2022 | 150-199                    |